# Paracilicaea aspera
Paracilicaea aspera är en kräftdjursart som beskrevs av Harrison och David Malcolm Holdich 1984. Paracilicaea aspera ingår i släktet Paracilicaea och familjen klotkräftor. Inga underarter finns listade i Catalogue of Life.